# Love Me Tonight
Love Me Tonight is een Amerikaanse musicalfilm uit 1932 onder regie van Rouben Mamoulian.

## Verhaal
Maurice Courtelin is een kleermaker en woont in Parijs. Wanneer hij een man kleren leent, dankt deze hem door hem in een paleis te plaatsen en iedereen te laten denken dat hij een baron is. Maar dan wordt hij verliefd op de prinses..

## Rolverdeling
| Acteur              | Personage                  |
| ------------------- | -------------------------- |
| Maurice Chevalier   | Maurice Courtelin          |
| Jeanette MacDonald  | Prinses Jeanette           |
| Charles Ruggles     | Viscount Gilbert de Varèze |
| Charles Butterworth | de Savignac                |
| Myrna Loy           | Valentine                  |
| C. Aubrey Smith     | Duke d'Artelines           |
| Elizabeth Patterson | Eerste Tante               |
| Ethel Griffies      | Tweede Tante               |
| Blanche Friderici   | Derde Tante                |